# Liste des communes littorales de France
Cet article présente une liste des communes françaises riveraines de l'océan ou de la mer, telles que définies par la loi littoral, en longeant la côte, de la frontière belge à la frontière italienne, dans le sens inverse des aiguilles d'une montre.
Les communes marquées d'un astérisque possèdent plusieurs façades littorales.

## Enjeux
Ces communes littorales présentent des enjeux particuliers et de fortes spécificités ;
- sur le plan économique (la pêche, le tourisme y tiennent souvent une place essentielle ou importante) ;
- sur le plan des risques :
  - Ce sont les plus concernées par les tempêtes, par le recul du trait de côte et (hormis sur les zones hautes ou de falaises) par le risque de montée de la mer, risques qui pourraient prendre une importance croissante dans le cadre du dérèglement climatique ;
  - Elle subissent aussi le risque de marée noire, de pullulation de méduses, de pullulation d'algues de planctons indésirables (avec éventuelles marées vertes ou constitution de zones mortes), les risques d'échouages ou localement induits par divers déchets immergés dont les munitions immergées après les guerres mondiales (plus de 140 sites en France) ;
  - Elles abritent pour certaines d'importantes zones industrialo-portuaires, avec les risques industriels et technologiques que cela comporte, mais aussi des risques sur la santé publique et des risques de pollution ;
- elles comptent souvent parmi les plus touchées par la spéculation foncière, la densité de logements non-occupés une grande partie de l'année, la hausse des prix du foncier et surtout par la périurbanisation qui engendre aussi une importante densité de locaux non résidentiels (agriculture, services, industrie...) dans les communes littorales métropolitaines[2] ;
- la déprise agricole et plus encore le recul général de l'agriculture y est très nettement plus rapide que par rapport à la moyenne nationale ; L'urbanisation et la construction de route ont en effet causé un recul de la SAU (ici mesurée par exploitation agricole ayant son siège dans une commune littorale). Ce recul est manifeste autour des zones urbanisées et dans les communes du littoral où les exploitations y ayant leur siège ont perdu 25 % de leur surface agricole utile (SAU) en 40 ans environ[3]. 
Le rythme d'urbanisation a diminué sur le littoral depuis 1970, grâce à la loi littoral, mais il tend à légèrement augmenter sur les communes arrière-littorale[3].
- Elles sont concernées par une législation parfois spécifiques (ex : Loi littoral).

## Mer du Nord, Manche et océan Atlantique

### Nord
- Bray-Dunes ;
- Zuydcoote ;
- Ghyvelde ;
- Leffrinckoucke ;
- Dunkerque* ;
- Grande-Synthe ;
- Loon-Plage ;
- Gravelines ;
- Grand-Fort-Philippe.

### Pas-de-Calais
- Oye-Plage ;
- Marck ;
- Calais ;
- Sangatte ;
- Escalles ;
- Wissant ;
- Tardinghen ;
- Audinghen ;
- Audresselles ;
- Ambleteuse ;
- Wimereux ;
- Boulogne-sur-Mer ;
- Le Portel ;
- Équihen-Plage ;
- Saint-Étienne-au-Mont ;
- Neufchâtel-Hardelot ;
- Dannes ;
- Camiers ;
- Étaples ;
- Le Touquet-Paris-Plage ;
- Cucq ;
- Merlimont ;
- Berck ;
- Groffliers.

### Somme
- Quend* ;
- Fort-Mahon-Plage ;
- Saint-Quentin-en-Tourmont ;
- Le Crotoy ;
- Favières ;
- Ponthoile ;
- Noyelles-sur-Mer ;
- Boismont ;
- Saint-Valery-sur-Somme ;
- Pendé ;
- Lanchères ;
- Cayeux-sur-Mer ;
- Woignarue ;
- Ault ;
- Saint-Quentin-la-Motte-Croix-au-Bailly ;
- Mers-les-Bains.

### Seine-Maritime
- Le Tréport ;
- Flocques ;
- Criel-sur-Mer ;
- Petit-Caux ;
- Dieppe ;
- Hautot-sur-Mer ;
- Varengeville-sur-Mer ;
- Sainte-Marguerite-sur-Mer ;
- Quiberville-sur-Mer ;
- Saint-Aubin-sur-Mer ;
- Sotteville-sur-Mer ;
- Veules-les-Roses ;
- Manneville-ès-Plains ;
- Saint-Valery-en-Caux ;
- Ingouville ;
- Saint-Sylvain ;
- Paluel ;
- Veulettes-sur-Mer ;
- Saint-Martin-aux-Buneaux ;
- Sassetot-le-Mauconduit ;
- Saint-Pierre-en-Port ;
- Életot ;
- Senneville-sur-Fécamp ;
- Fécamp ;
- Saint-Léonard* ;
- Criquebeuf-en-Caux ;
- Yport ;
- Vattetot-sur-Mer ;
- Les Loges ;
- Bénouville ;
- Étretat ;
- Le Tilleul ;
- La Poterie-Cap-d'Antifer ;
- Saint-Jouin-Bruneval ;
- Heuqueville ;
- Cauville-sur-Mer ;
- Octeville-sur-Mer ;
- Le Havre* ;
- Sainte-Adresse ;
- Gonfreville-l'Orcher ;
- Rogerville ;
- Oudalle ;
- Sandouville ;
- Saint-Vigor-d'Ymonville.

### Eure
- Fatouville-Grestain ;
- Fiquefleur-Équainville.

### Calvados
- Ablon ;
- La Rivière-Saint-Sauveur ;
- Honfleur ;
- Pennedepie ;
- Cricquebœuf ;
- Villerville ;
- Trouville-sur-Mer ;
- Deauville ;
- Tourgéville ;
- Benerville-sur-Mer ;
- Blonville-sur-Mer ;
- Villers-sur-Mer ;
- Auberville ;
- Gonneville-sur-Mer ;
- Houlgate ;
- Dives-sur-Mer ;
- Cabourg ;
- Varaville ;
- Merville-Franceville-Plage ;
- Ouistreham ;
- Colleville-Montgomery ;
- Hermanville-sur-Mer ;
- Lion-sur-Mer ;
- Luc-sur-Mer ;
- Langrune-sur-Mer ;
- Saint-Aubin-sur-Mer ;
- Bernières-sur-Mer ;
- Courseulles-sur-Mer ;
- Graye-sur-Mer ;
- Ver-sur-Mer ;
- Meuvaines ;
- Asnelles ;
- Saint-Côme-de-Fresné ;
- Arromanches-les-Bains ;
- Tracy-sur-Mer ;
- Manvieux ;
- Longues-sur-Mer ;
- Commes ;
- Port-en-Bessin-Huppain ;
- Aure sur Mer ;
- Colleville-sur-Mer ;
- Saint-Laurent-sur-Mer ;
- Vierville-sur-Mer ;
- Formigny La Bataille ;
- Englesqueville-la-Percée ;
- Saint-Pierre-du-Mont ;
- Cricqueville-en-Bessin ;
- Grandcamp-Maisy ;
- Géfosse-Fontenay.

### Manche
- Carentan-les-Marais ;
- Sainte-Marie-du-Mont ;
- Audouville-la-Hubert ;
- Saint-Martin-de-Varreville ;
- Saint-Germain-de-Varreville ;
- Sainte-Mère-Église ;
- Saint-Marcouf ;
- Fontenay-sur-Mer ;
- Quinéville ;
- Lestre ;
- Aumeville-Lestre ;
- Crasville ;
- Quettehou ;
- Saint-Vaast-la-Hougue ;
- Réville ;
- Montfarville ;
- Barfleur ;
- Gatteville-le-Phare ;
- Vicq-sur-Mer ;
- Fermanville ;
- Maupertus-sur-Mer ;
- Bretteville ;
- Digosville ;
- Cherbourg-en-Cotentin ;
- La Hague ;
- Héauville ;
- Siouville-Hague ;
- Tréauville ;
- Flamanville ;
- Les Pieux ;
- Le Rozel ;
- Surtainville ;
- Baubigny ;
- Les Moitiers-d'Allonne ;
- Barneville-Carteret ;
- Saint-Jean-de-la-Rivière ;
- Saint-Georges-de-la-Rivière ;
- Port-Bail-sur-Mer ;
- La Haye ;
- Bretteville-sur-Ay ;
- Saint-Germain-sur-Ay ;
- Lessay ;
- Créances ;
- Pirou ;
- Geffosses ;
- Gouville-sur-Mer ;
- Blainville-sur-Mer ;
- Agon-Coutainville ;
- Tourville-sur-Sienne ;
- Heugueville-sur-Sienne ;
- Orval sur Sienne ;
- Regnéville-sur-Mer ;
- Montmartin-sur-Mer ;
- Hauteville-sur-Mer ;
- Annoville ;
- Lingreville ;
- Bricqueville-sur-Mer ;
- Bréhal ;
- Coudeville-sur-Mer ;
- Bréville-sur-Mer ;
- Donville-les-Bains ;
- Granville ;
- Saint-Pair-sur-Mer ;
- Jullouville ;
- Carolles ;
- Champeaux ;
- Saint-Jean-le-Thomas ;
- Dragey-Ronthon ;
- Genêts ;
- Vains ;
- Marcey-les-Grèves ;
- Avranches ;
- Le Val-Saint-Père ;
- Pontaubault ;
- Céaux ;
- Courtils ;
- Huisnes-sur-Mer ;
- Pontorson ;
- Le Mont-Saint-Michel* ;
- Beauvoir*.

### Ille-et-Vilaine
- Roz-sur-Couesnon ;
- Saint-Broladre ;
- Cherrueix ;
- Mont-Dol ;
- Le Vivier-sur-Mer ;
- Hirel ;
- Saint-Benoît-des-Ondes ;
- Saint-Méloir-des-Ondes ;
- Cancale ;
- Saint-Coulomb ;
- Saint-Malo ;
- Saint-Jouan-des-Guérets ;
- Saint-Père-Marc-en-Poulet ;
- Saint-Suliac ;
- La Ville-ès-Nonais ;
- Pleudihen-sur-Rance ;
- La Vicomté-sur-Rance ;
- Saint-Samson-sur-Rance ;
- Plouër-sur-Rance ;
- Langrolay-sur-Rance ;
- Le Minihic-sur-Rance ;
- Pleurtuit ;
- La Richardais ;
- Dinard ;
- Saint-Lunaire ;
- Saint-Briac-sur-Mer.

### Côtes-d'Armor
- Lancieux ;
- Beaussais-sur-Mer ;
- Saint-Jacut-de-la-Mer ;
- Créhen ;
- Saint-Cast-le-Guildo ;
- Matignon ;
- Pléboulle ;
- Fréhel* ;
- Plévenon ;
- Plurien ;
- Erquy ;
- Pléneuf-Val-André ;
- Lamballe-Armor ;
- Hillion ;
- Yffiniac ;
- Langueux ;
- Saint-Brieuc ;
- Plérin ;
- Pordic ;
- Binic-Étables-sur-Mer ;
- Saint-Quay-Portrieux ;
- Tréveneuc ;
- Plouha ;
- Plouézec ;
- Paimpol* ;
- Ploubazlanec ;
- Plourivo ;
- Pleudaniel ;
- Lézardrieux ;
- Lanmodez ;
- Pleubian ;
- Kerbors ;
- Plouguiel ;
- Plougrescant ;
- Penvénan ;
- Trévou-Tréguignec ;
- Trélévern ;
- Louannec ;
- Perros-Guirec ;
- Trégastel ;
- Pleumeur-Bodou ;
- Trébeurden ;
- Lannion ;
- Ploumilliau ;
- Trédrez-Locquémeau ;
- Saint-Michel-en-Grève ;
- Tréduder ;
- Plestin-les-Grèves.

#### Commune insulaire
- Île-de-Bréhat.

### Finistère
- Locquirec ;
- Guimaëc ;
- Saint-Jean-du-Doigt ;
- Plougasnou ;
- Plouezoc'h ;
- Morlaix ;
- Taulé* ;
- Locquénolé ;
- Carantec ;
- Henvic ;
- Plouénan ;
- Saint-Pol-de-Léon ;
- Roscoff ;
- Santec ;
- Plougoulm ;
- Sibiril ;
- Cléder ;
- Plouescat ;
- Plounévez-Lochrist ;
- Tréflez ;
- Goulven ;
- Plouider ;
- Plounéour-Brignogan-plages ;
- Kerlouan ;
- Guissény ;
- Plouguerneau ;
- Lannilis* ;
- Landéda ;
- Tréglonou ;
- Plouguin ;
- Saint-Pabu ;
- Lampaul-Ploudalmézeau ;
- Ploudalmézeau ;
- Landunvez ;
- Porspoder ;
- Lanildut ;
- Brélès ;
- Plouarzel* ;
- Lampaul-Plouarzel ;
- Ploumoguer ;
- Le Conquet* ;
- Trébabu ;
- Plougonvelin ;
- Locmaria-Plouzané ;
- Plouzané ;
- Brest ;
- Le Relecq-Kerhuon ;
- Guipavas* ;
- La Forest-Landerneau ;
- Landerneau ;
- Dirinon* ;
- Loperhet* ;
- Plougastel-Daoulas ;
- Daoulas ;
- Logonna-Daoulas ;
- Hôpital-Camfrout ;
- Hanvec ;
- Le Faou ;
- Rosnoën ;
- Dinéault ;
- Trégarvan ;
- Argol* ;
- Landévennec ;
- Crozon* ;
- Lanvéoc ;
- Roscanvel ;
- Camaret-sur-Mer ;
- Telgruc-sur-Mer ;
- Saint-Nic ;
- Plomodiern ;
- Ploéven ;
- Plonévez-Porzay ;
- Kerlaz ;
- Douarnenez ;
- Poullan-sur-Mer ;
- Beuzec-Cap-Sizun ;
- Goulien ;
- Cléden-Cap-Sizun ;
- Plogoff ;
- Primelin ;
- Audierne ;
- Pont-Croix ;
- Plouhinec ;
- Plozévet ;
- Pouldreuzic ;
- Plovan ;
- Tréogat ;
- Tréguennec ;
- Saint-Jean-Trolimon ;
- Plomeur ;
- Penmarch ;
- Guilvinec ;
- Treffiagat ;
- Plobannalec-Lesconil ;
- Loctudy ;
- Pont-l'Abbé ;
- Combrit* ;
- Île-Tudy ;
- Bénodet ;
- Fouesnant ;
- La Forêt-Fouesnant ;
- Concarneau ;
- Trégunc ;
- Névez ;
- Pont-Aven ;
- Riec-sur-Bélon ;
- Moëlan-sur-Mer ;
- Clohars-Carnoët.

#### Communes insulaires
- Île-de-Batz ;
- Île-Molène ;
- Ouessant ;
- Île-de-Sein.

### Morbihan
- Guidel ;
- Plœmeur ;
- Larmor-Plage ;
- Lorient ;
- Lanester ;
- Kervignac ;
- Locmiquélic ;
- Port-Louis ;
- Riantec ;
- Gâvres ;
- Plouhinec* ;
- Sainte-Hélène ;
- Locoal-Mendon ;
- Belz ;
- Étel ;
- Erdeven ;
- Plouharnel* ;
- Saint-Pierre-Quiberon* ;
- Quiberon ;
- Carnac ;
- La Trinité-sur-Mer ;
- Crach* ;
- Saint-Philibert ;
- Locmariaquer ;
- Auray ;
- Pluneret ;
- Le Bono ;
- Baden* ;
- Larmor-Baden ;
- Arradon ;
- Vannes ;
- Séné ;
- Saint-Armel ;
- Sarzeau* ;
- Saint-Gildas-de-Rhuys* ;
- Arzon ;
- Le Tour-du-Parc ;
- Damgan ;
- Ambon ;
- Billiers ;
- Muzillac ;
- Pénestin.

#### Communes insulaires
- Groix ;
- Île-d'Houat ;
- Hœdic ;
- Le Palais ;
- Sauzon ;
- Bangor ;
- Locmaria ;
- Île-aux-Moines ;
- Île-d'Arz.

### Loire-Atlantique
- Assérac ;
- Mesquer ;
- Piriac-sur-Mer ;
- La Turballe ;
- Guérande ;
- Batz-sur-Mer* ;
- Le Croisic ;
- Le Pouliguen ;
- La Baule-Escoublac ;
- Pornichet ;
- Saint-Nazaire ;
- Saint-Brevin-les-Pins ;
- Saint-Michel-Chef-Chef ;
- La Plaine-sur-Mer ;
- Préfailles ;
- Pornic ;
- La Bernerie-en-Retz ;
- Les Moutiers-en-Retz.

### Vendée
- Bouin ;
- Beauvoir-sur-Mer ;
- La Barre-de-Monts ;
- Notre-Dame-de-Monts ;
- Saint-Jean-de-Monts ;
- Saint-Hilaire-de-Riez ;
- Saint-Gilles-Croix-de-Vie ;
- Bretignolles-sur-Mer ;
- Les Sables-d'Olonne ;
- Talmont-Saint-Hilaire ;
- Jard-sur-Mer ;
- Saint-Vincent-sur-Jard ;
- Longeville-sur-Mer ;
- La Tranche-sur-Mer ;
- L'Aiguillon-la-Presqu'île ;
- Saint-Michel-en-l'Herm ;
- Triaize ;
- Champagné-les-Marais ;
- Puyravault.

#### Communes insulaires
- Barbâtre ;
- La Guérinière ;
- L'Épine ;
- Noirmoutier-en-l'Île ;
- L'Île-d'Yeu.

### Charente-Maritime
- Charron ;
- Esnandes ;
- Marsilly ;
- Nieul-sur-Mer ;
- L'Houmeau ;
- La Rochelle ;
- Aytré ;
- Angoulins ;
- Châtelaillon-Plage ;
- Yves ;
- Fouras ;
- Port-des-Barques ;
- Saint-Froult ;
- Moëze ;
- Bourcefranc-le-Chapus ;
- Marennes-Hiers-Brouage* ;
- La Tremblade ;
- Les Mathes ;
- Saint-Palais-sur-Mer ;
- Vaux-sur-Mer ;
- Royan ;
- Saint-Georges-de-Didonne.

#### Communes insulaires
- Rivedoux-Plage ;
- La Flotte ;
- Saint-Martin-de-Ré ;
- La Couarde-sur-Mer ;
- Loix ;
- Ars-en-Ré ;
- Saint-Clément-des-Baleines ;
- Les Portes-en-Ré ;
- Le Bois-Plage-en-Ré ;
- Sainte-Marie-de-Ré ;
- Île-d'Aix ;
- Saint-Trojan-les-Bains ;
- Le Château-d'Oléron ;
- Le Grand-Village-Plage ;
- Dolus-d'Oléron ;
- Saint-Pierre-d'Oléron ;
- Saint-Georges-d'Oléron ;
- La Brée-les-Bains ;
- Saint-Denis-d'Oléron.

### Gironde
- Le Verdon-sur-Mer ;
- Soulac-sur-Mer ;
- Grayan-et-l'Hôpital ;
- Vensac ;
- Vendays-Montalivet ;
- Naujac-sur-Mer ;
- Hourtin ;
- Carcans ;
- Lacanau ;
- Le Porge ;
- Lège-Cap-Ferret ;
- Arès ;
- Andernos-les-Bains ;
- Lanton ;
- Audenge ;
- Biganos ;
- Le Teich ;
- Gujan-Mestras ;
- La Teste-de-Buch* ;
- Arcachon.

### Landes
- Biscarrosse ;
- Gastes ;
- Sainte-Eulalie-en-Born ;
- Mimizan ;
- Saint-Julien-en-Born ;
- Lit-et-Mixe ;
- Vielle-Saint-Girons ;
- Moliets-et-Maa ;
- Messanges ;
- Vieux-Boucau-les-Bains ;
- Soustons ;
- Seignosse ;
- Soorts-Hossegor ;
- Capbreton ;
- Labenne ;
- Ondres ;
- Tarnos.

### Pyrénées-Atlantiques
- Anglet ;
- Biarritz ;
- Bidart ;
- Guéthary ;
- Saint-Jean-de-Luz ;
- Ciboure ;
- Urrugne ;
- Hendaye.

### Guadeloupe
- Basse-Terre ;
- Gourbeyre ;
- Vieux-Fort ;
- Trois-Rivières ;
- Goyave ;
- Petit-Bourg ;
- Baie-Mahault ;
- Pointe-à-Pitre ;
- Le Gosier ;
- Sainte-Anne ;
- Saint-François ;
- Le Moule ;
- Port-Louis ;
- Anse-Bertrand ;
- Petit-Canal ;
- Morne-à-l'Eau ;
- Les Abymes ;
- Saint-Louis ;
- Lamentin ;
- Sainte-Rose ;
- Deshaies ;
- Pointe-Noire ;
- Bouillante ;
- Vieux-Habitants ;
- Baillif ;
- La Désirade ;
- Capesterre-de-Marie-Galante ;
- Grand-Bourg ;
- Capesterre-Belle-Eau ;
- Terre-de-Bas ;
- Terre-de-Haut.

### Martinique
- Fort-de-France ;
- Les Anses-d'Arlet ;
- Basse-Pointe ;
- Bellefontaine ;
- Le Carbet ;
- Case-Pilote ;
- Le Diamant ;
- Ducos ;
- Le François ;
- Grand'Rivière ;
- Le Lamentin ;
- Le Lorrain ;
- Macouba ;
- Le Marigot ;
- Le Marin ;
- Le Prêcheur ;
- Rivière-Pilote ;
- Rivière-Salée ;
- Le Robert ;
- Sainte-Anne ;
- Sainte-Luce ;
- Sainte-Marie ;
- Saint-Pierre ;
- Schœlcher ;
- La Trinité ;
- Les Trois-Îlets ;
- Le Vauclin.

### Guyane
- Cayenne ;
- Awala-Yalimapo ;
- Iracoubo ;
- Kourou ;
- Macouria ;
- Mana ;
- Matoury ;
- Ouanary ;
- Régina ;
- Remire-Montjoly ;
- Roura ;
- Saint-Georges ;
- Sinnamary.

### Saint-Pierre-et-Miquelon
- Saint-Pierre ;
- Miquelon-Langlade.

## Mer Méditerranée

### Pyrénées-Orientales
- Cerbère ;
- Banyuls-sur-Mer ;
- Port-Vendres ;
- Collioure ;
- Argelès-sur-Mer ;
- Elne ;
- Saint-Cyprien ;
- Canet-en-Roussillon ;
- Sainte-Marie-la-Mer ;
- Torreilles ;
- Le Barcarès.

### Aude
- Leucate ;
- La Palme ;
- Port-la-Nouvelle ;
- Gruissan ;
- Narbonne ;
- Fleury.

### Hérault
- Vendres ;
- Valras-Plage ;
- Sérignan ;
- Portiragnes ;
- Vias ;
- Agde ;
- Marseillan ;
- Sète ;
- Frontignan ;
- Vic-la-Gardiole ;
- Villeneuve-lès-Maguelone ;
- Palavas-les-Flots ;
- Mauguio ;
- La Grande-Motte.

### Gard
- Le Grau-du-Roi.

### Var
- Saint-Cyr-sur-Mer ;
- Bandol ;
- Sanary-sur-Mer ;
- Six-Fours-les-Plages ;
- Saint-Mandrier-sur-Mer ;
- La Seyne-sur-Mer* ;
- Ollioules ;
- Toulon ;
- La Garde ;
- Le Pradet ;
- Carqueiranne ;
- Hyères ;
- La Londe-les-Maures ;
- Bormes-les-Mimosas ;
- Le Lavandou ;
- Le Rayol-Canadel-sur-Mer ;
- Cavalaire-sur-Mer ;
- La Croix-Valmer ;
- Ramatuelle ;
- Saint-Tropez ;
- Gassin ;
- Cogolin ;
- Grimaud ;
- Sainte-Maxime ;
- Roquebrune-sur-Argens ;
- Fréjus ;
- Saint-Raphaël.

### Alpes-Maritimes
- Théoule-sur-Mer ;
- Mandelieu-la-Napoule ;
- Cannes ;
- Vallauris ;
- Antibes ;
- Villeneuve-Loubet ;
- Cagnes-sur-Mer ;
- Saint-Laurent-du-Var ;
- Nice ;
- Villefranche-sur-Mer* ;
- Saint-Jean-Cap-Ferrat ;
- Beaulieu-sur-Mer ;
- Èze ;
- Cap-d'Ail ;
- Principauté de Monaco ;
- Roquebrune-Cap-Martin ;
- Menton.

### Haute-Corse
- Solaro ;
- Ventiseri ;
- Serra-di-Fiumorbo ;
- Prunelli-di-Fiumorbo ;
- Ghisonaccia ;
- Aléria ;
- Tallone ;
- Linguizzetta ;
- Canale-di-Verde ;
- San-Giuliano ;
- Cervione ;
- Valle-di-Campoloro ;
- Santa-Maria-Poggio ;
- San-Nicolao ;
- Santa-Lucia-di-Moriani ;
- Poggio-Mezzana ;
- Talasani ;
- Taglio-Isolaccio ;
- Penta-di-Casinca ;
- Castellare-di-Casinca ;
- Sorbo-Ocagnano ;
- Venzolasca ;
- Lucciana ;
- Borgo ;
- Biguglia ;
- Furiani ;
- Bastia ;
- Ville-di-Pietrabugno ;
- San-Martino-di-Lota ;
- Santa-Maria-di-Lota ;
- Brando ;
- Sisco ;
- Pietracorbara ;
- Cagnano ;
- Luri ;
- Meria ;
- Tomino ;
- Rogliano ;
- Ersa ;
- Centuri ;
- Morsiglia ;
- Pino ;
- Barrettali ;
- Canari ;
- Ogliastro ;
- Nonza ;
- Olmeta-di-Capocorso ;
- Farinole ;
- Patrimonio ;
- Saint-Florent ;
- Santo-Pietro-di-Tenda ;
- San-Gavino-di-Tenda ;
- Palasca ;
- Belgodère ;
- Occhiatana ;
- Monticello ;
- L'Île-Rousse ;
- Corbara ;
- Aregno ;
- Algajola ;
- Lumio ;
- Calvi ;
- Calenzana ;
- Galéria.

### Corse-du-Sud
- Osani ;
- Partinello ;
- Serriera ;
- Ota ;
- Piana ;
- Cargèse ;
- Vico ;
- Coggia ;
- Casaglione ;
- Sant'Andréa-d'Orcino ;
- Calcatoggio ;
- Appietto ;
- Alata ;
- Villanova ;
- Ajaccio ;
- Grosseto-Prugna ;
- Albitreccia ;
- Pietrosella ;
- Coti-Chiavari ;
- Serra-di-Ferro ;
- Olmeto ;
- Propriano ;
- Belvédère-Campomoro ;
- Sartène ;
- Monacia-d'Aullène ;
- Pianottoli-Caldarello ;
- Figari ;
- Bonifacio ;
- Porto-Vecchio ;
- Lecci ;
- Zonza ;
- Conca ;
- Sari-Solenzara.

## Océan Indien

### Mayotte
- Dzaoudzi ;
- Acoua ;
- Bandraboua ;
- Bandrele ;
- Bouéni ;
- Chiconi ;
- Chirongui ;
- Dembeni ;
- Kani-Kéli ;
- Koungou ;
- M'Tsangamouji ;
- Mamoudzou ;
- Mtsamboro ;
- Pamandzi ;
- Sada ;
- Tsingoni.

### La Réunion
- Les Avirons ;
- Bras-Panon ;
- Étang-Salé ;
- Petite-Île ;
- Le Port ;
- La Possession ;
- Saint-André ;
- Saint-Benoît ;
- Saint-Denis ;
- Saint-Joseph ;
- Saint-Leu ;
- Saint-Louis ;
- Saint-Paul ;
- Saint-Pierre ;
- Saint-Philippe ;
- Sainte-Marie ;
- Sainte-Rose ;
- Sainte-Suzanne ;
- Trois-Bassins.

## Océan Pacifique

### Nouvelle-Calédonie
- Nouméa ;
- Bélep ;
- Boulouparis ;
- Bourail ;
- Canala ;
- Dumbéa ;
- Hienghène ;
- Houaïlou ;
- Île des Pins ;
- Kaala-Gomen ;
- Koné ;
- Kouaoua ;
- Koumac ;
- La Foa ;
- Lifou ;
- Maré ;
- Moindou ;
- Le Mont-Dore ;
- Ouégoa ;
- Ouvéa ;
- Païta ;
- Poindimié ;
- Ponérihouen ;
- Pouébo ;
- Pouembout ;
- Poum ;
- Poya ;
- Thio ;
- Touho ;
- Voh ;
- Yaté.

### Polynésie française
Les 48 communes de la Polynésie française sont toutes riveraines de l'océan Pacifique.
- Liste des communes de la Polynésie française.